# Đội tuyển bóng đá quốc gia Bermuda
Đội tuyển bóng đá quốc gia Bermuda là đội tuyển cấp quốc gia của Bermuda do Hiệp hội bóng đá Bermuda quản lý.
Trận thi đấu quốc tế đầu tiên của đội tuyển Bermuda là trận gặp đội tuyển ISL vào năm 1964. Thành tích tốt nhất của đội cho đến nay là tấm huy chương bạc của đại hội Thể thao liên châu Mỹ 1967. Đội đã một lần tham dự cúp Vàng CONCACAF là vào năm 2019. Tại giải năm đó, đội chỉ có 1 trận thắng trước Nicaragua, thua 2 trận trước Haiti và Costa Rica, do đó dừng bước ở vòng bảng.

## Danh hiệu
- Bóng đá nam tại Americas Games:

 1967

## Thành tích tại giải vô địch thế giới
- 1930 đến 1966 - Không tham dự
- 1970 - Không vượt qua vòng loại
- 1974 đến 1990 - Không tham dự
- 1994 - Không vượt qua vòng loại
- 1998 - Bỏ cuộc
- 2002 đến 2022 - Không vượt qua vòng loại

## Cúp Vàng CONCACAF
| Năm       | Thành tích               | Thứ hạng                 | Pld                      | W                        | D                        | L                        | GF                       | GA                       |
| --------- | ------------------------ | ------------------------ | ------------------------ | ------------------------ | ------------------------ | ------------------------ | ------------------------ | ------------------------ |
| 1963      | Không tham dự            | Không tham dự            | Không tham dự            | Không tham dự            | Không tham dự            | Không tham dự            | Không tham dự            | Không tham dự            |
| 1965      | Không tham dự            | Không tham dự            | Không tham dự            | Không tham dự            | Không tham dự            | Không tham dự            | Không tham dự            | Không tham dự            |
| 1967      | Không tham dự            | Không tham dự            | Không tham dự            | Không tham dự            | Không tham dự            | Không tham dự            | Không tham dự            | Không tham dự            |
| 1969      | Không vượt qua vòng loại | Không vượt qua vòng loại | Không vượt qua vòng loại | Không vượt qua vòng loại | Không vượt qua vòng loại | Không vượt qua vòng loại | Không vượt qua vòng loại | Không vượt qua vòng loại |
| 1971      | Không vượt qua vòng loại | Không vượt qua vòng loại | Không vượt qua vòng loại | Không vượt qua vòng loại | Không vượt qua vòng loại | Không vượt qua vòng loại | Không vượt qua vòng loại | Không vượt qua vòng loại |
| 1973      | Không tham dự            | Không tham dự            | Không tham dự            | Không tham dự            | Không tham dự            | Không tham dự            | Không tham dự            | Không tham dự            |
| 1977      | Không tham dự            | Không tham dự            | Không tham dự            | Không tham dự            | Không tham dự            | Không tham dự            | Không tham dự            | Không tham dự            |
| 1981      | Không tham dự            | Không tham dự            | Không tham dự            | Không tham dự            | Không tham dự            | Không tham dự            | Không tham dự            | Không tham dự            |
| 1985      | Không tham dự            | Không tham dự            | Không tham dự            | Không tham dự            | Không tham dự            | Không tham dự            | Không tham dự            | Không tham dự            |
| 1989      | Không tham dự            | Không tham dự            | Không tham dự            | Không tham dự            | Không tham dự            | Không tham dự            | Không tham dự            | Không tham dự            |
| 1991      | Không tham dự            | Không tham dự            | Không tham dự            | Không tham dự            | Không tham dự            | Không tham dự            | Không tham dự            | Không tham dự            |
| 1993      | Không tham dự            | Không tham dự            | Không tham dự            | Không tham dự            | Không tham dự            | Không tham dự            | Không tham dự            | Không tham dự            |
| 1996      | Không tham dự            | Không tham dự            | Không tham dự            | Không tham dự            | Không tham dự            | Không tham dự            | Không tham dự            | Không tham dự            |
| 1998      | Không vượt qua vòng loại | Không vượt qua vòng loại | Không vượt qua vòng loại | Không vượt qua vòng loại | Không vượt qua vòng loại | Không vượt qua vòng loại | Không vượt qua vòng loại | Không vượt qua vòng loại |
| 2000      | Không vượt qua vòng loại | Không vượt qua vòng loại | Không vượt qua vòng loại | Không vượt qua vòng loại | Không vượt qua vòng loại | Không vượt qua vòng loại | Không vượt qua vòng loại | Không vượt qua vòng loại |
| 2002      | Bỏ cuộc                  | Bỏ cuộc                  | Bỏ cuộc                  | Bỏ cuộc                  | Bỏ cuộc                  | Bỏ cuộc                  | Bỏ cuộc                  | Bỏ cuộc                  |
| 2003      | Không tham dự            | Không tham dự            | Không tham dự            | Không tham dự            | Không tham dự            | Không tham dự            | Không tham dự            | Không tham dự            |
| 2005      | Không vượt qua vòng loại | Không vượt qua vòng loại | Không vượt qua vòng loại | Không vượt qua vòng loại | Không vượt qua vòng loại | Không vượt qua vòng loại | Không vượt qua vòng loại | Không vượt qua vòng loại |
| 2007      | Không vượt qua vòng loại | Không vượt qua vòng loại | Không vượt qua vòng loại | Không vượt qua vòng loại | Không vượt qua vòng loại | Không vượt qua vòng loại | Không vượt qua vòng loại | Không vượt qua vòng loại |
| 2009      | Không vượt qua vòng loại | Không vượt qua vòng loại | Không vượt qua vòng loại | Không vượt qua vòng loại | Không vượt qua vòng loại | Không vượt qua vòng loại | Không vượt qua vòng loại | Không vượt qua vòng loại |
| 2011      | Không tham dự            | Không tham dự            | Không tham dự            | Không tham dự            | Không tham dự            | Không tham dự            | Không tham dự            | Không tham dự            |
| 2013      | Không vượt qua vòng loại | Không vượt qua vòng loại | Không vượt qua vòng loại | Không vượt qua vòng loại | Không vượt qua vòng loại | Không vượt qua vòng loại | Không vượt qua vòng loại | Không vượt qua vòng loại |
| 2015      | Không tham dự            | Không tham dự            | Không tham dự            | Không tham dự            | Không tham dự            | Không tham dự            | Không tham dự            | Không tham dự            |
| 2017      | Không vượt qua vòng loại | Không vượt qua vòng loại | Không vượt qua vòng loại | Không vượt qua vòng loại | Không vượt qua vòng loại | Không vượt qua vòng loại | Không vượt qua vòng loại | Không vượt qua vòng loại |
| 2019      | Vòng bảng                | 11th                     | 3                        | 1                        | 0                        | 2                        | 4                        | 4                        |
| 2021      | Không vượt qua vòng loại | Không vượt qua vòng loại | Không vượt qua vòng loại | Không vượt qua vòng loại | Không vượt qua vòng loại | Không vượt qua vòng loại | Không vượt qua vòng loại | Không vượt qua vòng loại |
| Tổng cộng | 1 lần vòng bảng          | 1/25                     | 3                        | 1                        | 0                        | 2                        | 4                        | 4                        |

## Đội hình
Đây là đội hình triệu tập cho vòng loại World Cup 2022 gặp Canada và Aruba vào tháng 3 năm 2021.

Số liệu thống kê tính đến ngày 25 tháng 3 năm 2021.

| Số | VT | Cầu thủ               | Ngày sinh (tuổi)  | Trận | Bàn | Câu lạc bộ           |
| -- | -- | --------------------- | ----------------- | ---- | --- | -------------------- |
|    | TM | Dale Eve              | 9 tháng 2, 1995   | 20   | 0   | Spennymoor Town      |
|    | TM | Jahquil Hill          | 15 tháng 1, 1997  | 7    | 0   | Robin Hood           |
|    | TM | Quinaceo Hunt         | 21 tháng 1, 2000  | 1    | 0   | Billingham Synthonia |
|    |    |                       |                   |      |     |                      |
|    | HV | Jaylon Bather         | 31 tháng 12, 1992 | 28   | 1   | Robin Hood           |
|    | HV | Jomei Bean-Lindo      | 9 tháng 5, 1998   | 1    | 0   | Dandy Town Hornets   |
|    | HV | Eusebio Blankendal    | 3 tháng 11, 1998  | 2    | 0   | Dandy Town Hornets   |
|    | HV | Azende Furbert        | 18 tháng 3, 1998  | 0    | 0   | Dandy Town Hornets   |
|    | HV | Richard Jones         | 15 tháng 11, 1988 | 0    | 0   | Peterborough Sports  |
|    | HV | Dante Leverock        | 4 tháng 11, 1992  | 25   | 4   | Cầu thủ tự do        |
|    | HV | Calon Minors          | 11 tháng 7, 1996  | 12   | 0   | BAA Wanderers        |
|    | HV | London Steede-Jackson | 30 tháng 12, 1994 | 2    | 0   | BAA Wanderers        |
|    | HV | Kamen Tucker          | 10 tháng 9, 1983  | 4    | 0   | Dandy Town Hornets   |
|    |    |                       |                   |      |     |                      |
|    | TV | Kane Crichlow         | 21 tháng 8, 2000  | 0    | 0   | Watford              |
|    | TV | Jahkari Furbert       | 6 tháng 3, 1999   | 3    | 0   | BAA Wanderers        |
|    | TV | Roger Lee             | 1 tháng 7, 1991   | 26   | 0   | Cầu thủ tự do        |
|    | TV | Knory Scott           | 6 tháng 6, 1999   | 1    | 0   | Hastings United      |
|    |    |                       |                   |      |     |                      |
|    | TĐ | Keishon Bean          | 19 tháng 2, 2000  | 5    | 0   | PHC Zebras           |
|    | TĐ | Chae Brangman         | 12 tháng 2, 1995  | 0    | 0   | Robin Hood           |
|    | TĐ | Zeiko Lewis           | 4 tháng 6, 1994   | 30   | 9   | Charleston Battery   |
|    | TĐ | Cecoy Robinson        | 10 tháng 10, 1987 | 18   | 1   | Dandy Town Hornets   |
|    | TĐ | Tokia Russell         | 5 tháng 2, 2000   | 0    | 0   | Cầu thủ tự do        |
|    | TĐ | Lejuan Simmons        | 7 tháng 4, 1993   | 24   | 8   | Robin Hood           |